# 239P/LINEAR
239P/LINEAR – kometa krótkookresowa, należąca do rodziny Jowisza.

## Odkrycie
Kometa została odkryta 7 grudnia 1999 w ramach programu LINEAR.

## Orbita komety i właściwości fizyczne
Orbita komety 239P/LINEAR ma kształt elipsy o mimośrodzie 0,63. Jej peryhelium znajduje się w odległości 1,64 j.a., aphelium zaś 7,28 j.a. od Słońca. Jej okres obiegu wokół Słońca wynosi 9,43 roku, nachylenie do ekliptyki to wartość 11,32˚.
Jądro tej komety ma rozmiary kilku km.